# Gaston Muller
Pour les articles homonymes, voir Muller.
Gaston Muller est un homme politique français né le 9 mai 1876 à Paris et décédé le 29 novembre 1952 à Saint-Ouen (Seine-Saint-Denis).
Ajusteur mécanicien, il est député communiste de la Seine de 1924 à 1928. Il ne se représente pas en 1928.

## Sources
- « Gaston Muller », dans le Dictionnaire des parlementaires français (1889-1940), sous la direction de Jean Jolly, PUF, 1960 [détail de l’édition]